# Vera Muchina

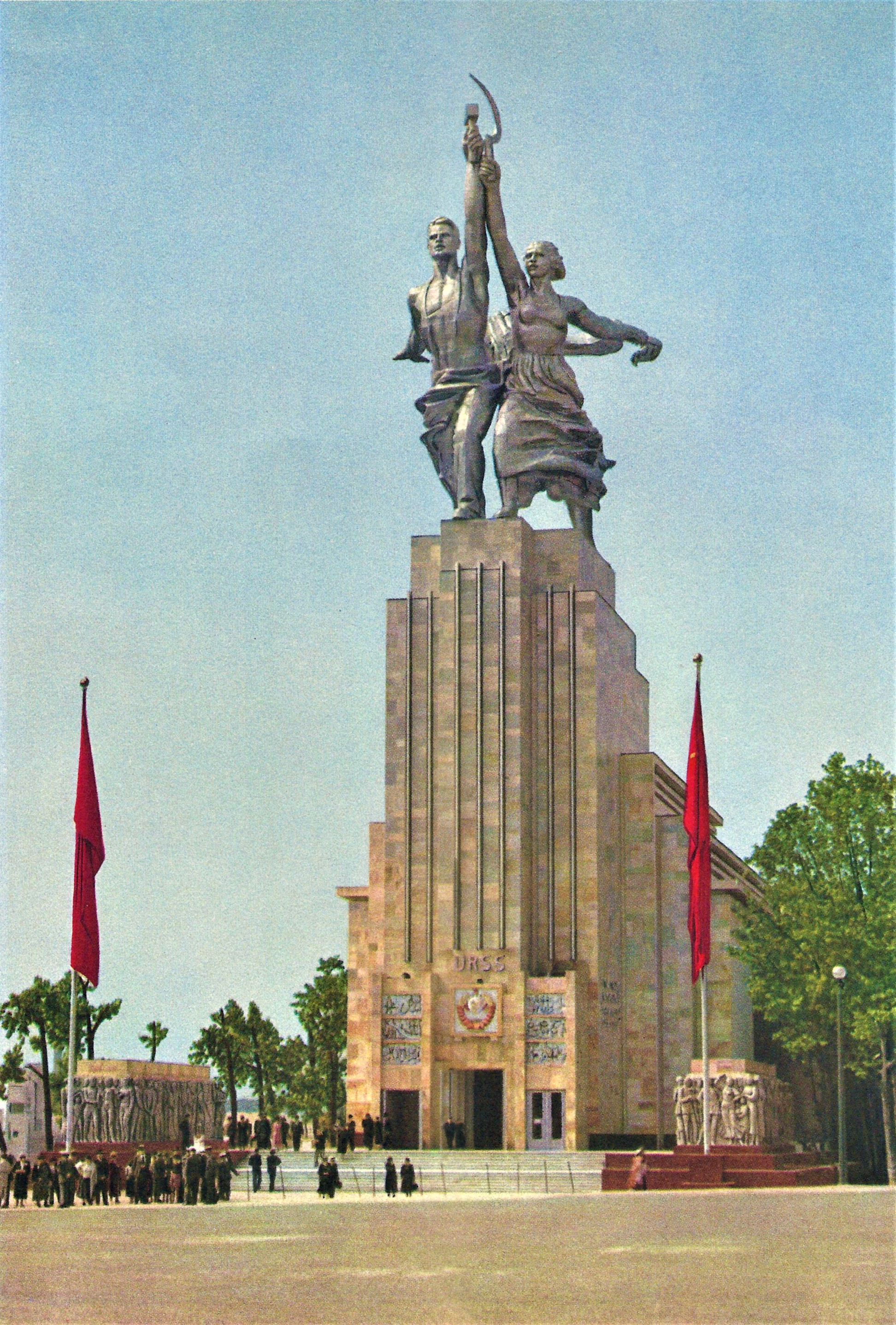
Sovjetiska paviljongen med Vera Muchinas skulptur Arbetare och kolchoskvinna, Världsutställningen i Paris 1937.

Vera Ignatjevna Muchina (ryska: Вера Игнатьевна Мухина), född 19 juni 1889 i Riga, Kejsardömet Ryssland, död 6 oktober 1953 i Moskva, Sovjetunionen, var en rysk konstnär och skulptör med en framträdande position inom den sovjetiska konsten. Hon är framförallt känd för monumentalstatyn Arbetare och kolchoskvinna från 1937.

## Biografi
Vera Muchina kom från en förmögen köpmannafamilj i Lettland och växte upp i Riga, på Krim och i Moskva. Hon började sin högskoleutbildning vid Konstantin Yuons konstskola i Moskva 1908–1911. Därefter åkte hon, liksom många konstnärer vid denna tid, till Paris och studerade vid Académie Colarossi och Académie de la Palette. Hennes lärare var bland annat Antoine Bourdelle (Auguste Rodins assistent), Henri Le Fauconnier och Jean Metzinger.
Efter den ryska revolutionen 1917 engagerade sig Muchina i ett projekt för monument över revolutionens hjältar som lanserats av Vladimir Lenin. Hon arbetade även med teaterscenografi och kostym. Under 1920-talet var hon lärare i skulptur vid konstindustriella högskolor i Moskva och gjorde flera uppmärksammade skulpturer, däribland Revolutionens eldsflamma med kubistiska stildrag (1922) och den mer traditionella Bondkvinna (1927). Hennes arbeten var högt skattade av Anatolij Lunatjarskij, folkkommissarien för utbildning.
År 1931 utsattes Vera Muchinas make Alexej Zamkov för politiska trakasserier som hindrade hans arbete som forskare och de bestämde sig för att emigrera. De arresterades på ett tåg på väg västerut och förvisades till Voronezj i södra Ryssland. Efter ett år fick de dock återvända till Moskva.
Några år senare skapade hon den drygt 24 meter höga monumentala stålstatyn Arbetare och kolchoskvinna, ett av den socialistiska realismens mest kända verk. Arbetaren och kolchoskvinnan lyfter tillsammans en hammare och skära, och formar så symbolen för Sovjetunionen. Statyn blev även symbol för filmstudion Mosfilm. Arbetare och kolchoskvinna krönte den sovjetiska paviljongen på Världsutställningen i Paris 1937. Skulpturgruppen restaurerades 2003–2009 och står idag i Allryska utställningscentret i Moskva.
Trakasserierna mot Muchinas make återkom under den stora utrensningen och 1938 fråntogs han sitt laboratorium. Fyra år senare avled han, vilket lämnade henne i stor sorg.
Under och efter det stora fosterländska kriget (andra världskriget) gjorde hon flera monumentala verk, bland annat skulpturgruppen Vi kräver fred och en stor staty av Maksim Gorkij. På 50-talet utvecklade hon tekniker för skulpturer av glas och arbetade med formgivning; hon ritade textilier, kläder, glas och porslin, samt kostymer för Vachtangov-teatern i Moskva.
Vera Muchina avled i Moskva 1953, 64 år gammal.

## Verk (urval)
- Revolutionens eldsflamma, 1922
- Bondkvinna, 1927
- Kostymsteckning, 1920-talet
- Arbetare och kolchoskvinna,1937
- Vi kräver fred, 1950–1951
- Monument över Maksim Gorkij
- Aster, vas av glas, 1950-talet

## Priser och utmärkelser (urval)
- Stalinpriset 1941, 1943, 1946, 1951, 1952
- Folkets artist 1943
- Arbetets Röda Fanas orden 1938